# Klassenbrowser

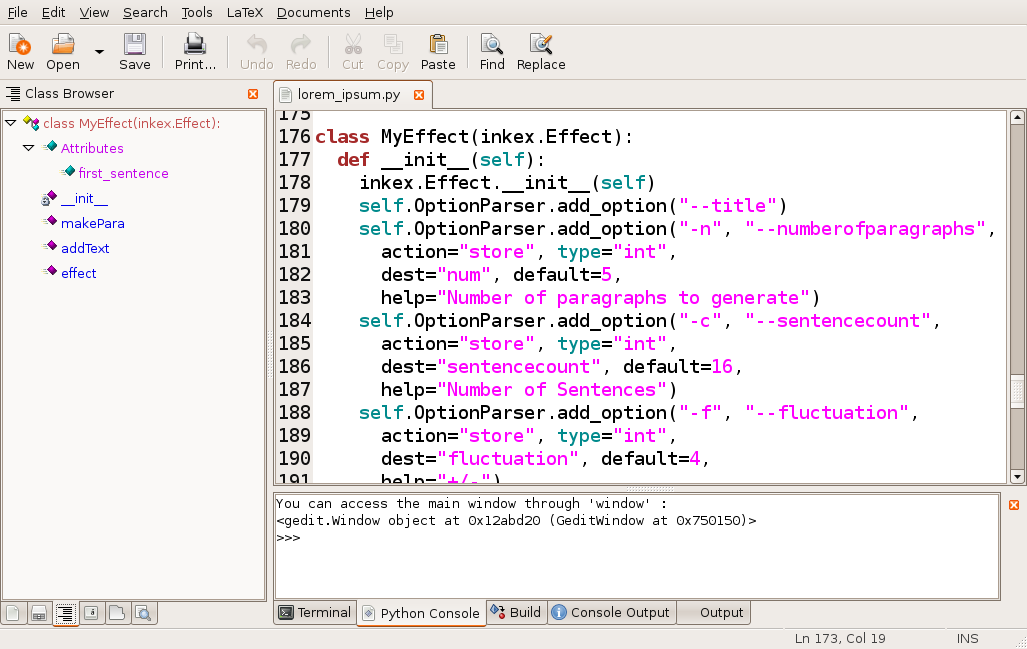
Screenshot des Texteditors gedit mit Klassenbrowser (links)

Ein Klassenbrowser (englisch Class Browser) auch Objektbrowser ist ein Programmierwerkzeug zur Entwicklung objektorientierter Programme.

## Funktionalität
Er dient zum Durchsuchen und Durchblättern der in einem Software-Projekt benutzten Klassen. Klassenbrowser lassen sich in manchen IDEs als Palette neben dem Quellcode-Editor anheften. Alleinstehend sind sie häufig in einen hierarchischen Navigationsbereich mit syntaktischen Elementen wie Klassen und deren Methoden und einen Bereich zur Ansicht der Dokumentation des ausgewählten Elements aufgeteilt.
Klassenbrowser können unterschiedlich viel. Es gibt Erweiterungen gängiger Quellcode-Editoren und fest in eine integrierte Entwicklungsumgebung eingebaute Browser. Ein auf Dateien arbeitender Browser bietet einen in der Regel eingeschränkten Funktionsumfang gegenüber einem in das Konfiguration-Management integrierten Browser.
Der Klassenbrowser zeigt die lokal definierten und ererbten Mitglieder (englisch Members) einer Klasse an. Dazu zählen u. a. Methoden, Eigenschaften und Konstanten. Üblich sind Filtermöglichkeiten anhand von Merkmalen wie Vererbtheit, Sichtbarkeit und Typ der Elemente. Einige Klassenbrowser bieten die Möglichkeit an, klassenspezifische Funktionen einer IDE wie beispielsweise das Erstellen eines Klassendiagramms oder das Springen zur Deklaration des ausgewählten Elements im Quellcode aufzurufen.